# Syndesmogenus danhomenou
Syndesmogenus danhomenou är en mångfotingart som beskrevs av Henri W. Brölemann 1926. Syndesmogenus danhomenou ingår i släktet Syndesmogenus och familjen Odontopygidae. Inga underarter finns listade i Catalogue of Life.